# 賀茂岑雄
賀茂 岑雄（かも の みねお）は、平安時代前期の貴族。名は峯雄とも記される。出羽介・賀茂江人の子。官位は従五位下・越中守。

## 経歴
斉衡4年（857年）大外記に任ぜられ、文徳朝末から清和朝初頭に掛けてこれを務める。
貞観4年（862年）従五位下に叙爵し、翌貞観5年（863年）相模権介に任ぜられると、貞観6年（864年）上野権介、貞観8年（866年）越前介、のち越中守と、一転して地方官を歴任した。この間の貞観12年（870年）長雨により河内国で水害が発生したことから、築河内国堤使が任命された際、岑雄はその次官を務めている。

## 官歴
注記のないものは『日本三代実録』による。
- 斉衡4年（857年） 正月14日：大外記[1]
- 時期不詳：正六位上
- 貞観4年（862年） 正月7日：従五位下
- 貞観5年（863年） 2月16日：相模権介
- 貞観6年（864年） 正月16日：上野権介
- 貞観8年（866年） 正月13日：越前介
- 貞観12年（870年） 7月5日：築河内国堤使次官
- 時期不詳：越中守[2]

## 系譜
- 父：賀茂江人[3]
- 母：不詳
- 生母不明の子女
  - 女子：賀茂貞子[4] - 清和天皇宮人